# ガーデン・バラエティ
ガーデン・バラエティ（英: Garden Variety）は、アメリカ、ロングアイランドでかつて活動していたポスト・ハードコア・バンド。
雑誌『サウンドヴューズ (SoundViews)』のコンピレーション盤にてペイヴメント、Lookoutレコードのコンピレーション盤『Punk Rock USA』においてはジョーブレイカー、テキサス・イズ・ザ・リーズン、クイックサンドらと共に参加を果たした。その他、1995年から1996年にかけて、『Anti Matter』やいくつかのVHSビデオなどのコンピレーション企画にその姿を見ることができる。1996年には『ヴォーグ』誌によるインタビュー記事が掲載された。

## メンバー
- アンソニー・ローマン (Anthony Roman) - ベース、ボーカル
- アンソニー・リッツォ (Anthony Rizzo) - ギター
- ジョー・ゴレリック (Joe Gorelick) - ドラム、コーラス

## ディスコグラフィ

### スタジオ・アルバム
- Garden Variety (1993年、Gern Blandsten)
- Knocking the Skill Level (1995年、Cargo/Headhunter)

### シングル・EP
- "Hedge" (1992年、MintTone)
- "Parker" (1994年、MintTone) ※Dahlia Seedとのスプリット盤
- "Tennille" (1995年、Reservoir) ※Hell Noとのスプリット盤
- "Stickler" (1995年、Cargo) ※Chuneとのスプリット盤
- "New Guitar Parts" (1997年、Montalban Hotel/Big Wheel Recreation) ※Jejuneとのスプリット盤